# Kerri Maniscalco
Kerri Maniscalco (Knoxville, 1983) é uma escritora norte-americana de fantasia, suspense gótico, terror e romance paranormal.

## Biografia
Kerry Maniscalco nasceu em 1983, em Knoxville, Tennessee. Seu pai é siciliano e sua mãe é descendente de irlandeses. Cresceu em uma velha casa gótica no Vale do Rio Hudson. Desde a infância, é uma leitora ávida de todos os tipos de ficção. Estudou belas-artes em uma faculdade na cidade de Nova York, depois estudou design de comunicação no Fashion Institute of Technology (FIT) na cidade de Nova York. Ela também frequenta cursos de direito penal e psicologia. Por fim, Kerri se voltou para a escrita criativa.
Seu primeiro romance, Stalking Jack the Ripper, da série de suspense e fantasia de mesmo nome, foi publicado em 2016. Na história, Audrey Rose, de 17 anos, filha de um lorde, leva uma vida secreta e estuda a prática da medicina forense. Isso a leva a participar da investigação de um serial killer ao lado do arrogante Thomas Cresswell. O romance se tornou um best-seller do New York Times e a tornou famosa. A história dos dois personagens continua no romance de 2017 Hunting Prince Dracula, cuja ação e revelação da próxima série de assassinatos em série acontece no castelo do Conde Drácula. Seu próximo romance, Escaping From Houdini, foi publicado em 2018 e se passa a bordo do transatlântico "Enturia" em seu retorno a Nova York, e durante a viagem, mulheres privilegiadas começam a desaparecer, razão pela qual os dois heróis devem encontrar urgentemente o criminoso. No quarto romance da série, Capturing the Devil, de 2019, Audrey Rose e Thomas Cresswell estão em um jogo mortal com o brilhante serial killer conhecido como o Diabo da Cidade Branca, e a investigação os leva aos Estados Unidos durante a espetacular Exposição Universal de 1893.
Em 2021, Seu romance Kingdom of the Damned, da série de fantasia de mesmo nome, foi publicado. A personagem principal Emília, uma strega, bruxas que vivem entre as pessoas e praticam seu ofício em segredo, descobre o corpo desfigurado de sua irmã Vittoria e jura encontrar o assassino, mesmo por meio de magia negra proibida. E no caminho da vingança, ela conhece o demoníaco e belo príncipe da guerra, Wrath, que lhe traz perigo, mas alguém está matando jovens mulheres na Sicília, e ela deve detê-lo. No livro seguinte, Kingdom of the Doomed, de 2022. Emília continua em busca de vingança, chegando ao Inferno - uma terra de intriga, traição, luxúria e desejo, onde todos perseguem seus próprios objetivos, onde ela conhece o sedutor Príncipe Orgulho e se torna rainha. Em 2023, O terceiro romance da série, Kingdom of the Fearsome, foi publicado. Na história, a bruxa Emília deve enfrentar um novo inimigo, o conflito dos príncipes e a luta para manter sua conexão com Ira, e completar sua vingança.

## Vida pessoal
Kerry mora com sua família no Tennessee. Portadora de uma doença crônica, doença de Lyme em estágio avançado, esta doença é acompanhada por uma condição debilitante classificada como uma deficiência invisível. A autora começou a se sentir mal durante a turnê Stalking Jack, o Estripador, e foi diagnosticado em janeiro de 2017. Kerry fala abertamente sobre a doença online e em eventos. Ela está atualmente em remissão, embora sintomas e crises ocorram se ela não cuidar de sua saúde. O escritor segue uma dieta cetogênica rigorosa, que ajuda a aliviar e eliminar dores crônicas e outros sintomas debilitantes da doença.
No Brasil, seus livros foram todos publicados pela DarkSide Books.

## Livros

### SérieStalking Jack the Ripper
- 2016: Stalking Jack the Ripper (No Brasil: Rastro de Sangue: Jack: o Estripador)
- 2017: Hunting Prince Dracula (No Brasil: Rastro de Sangue: Príncipe Drácula)
- 2018: Escaping from Houdini (No Brasil: Rastro de Sangue: O Grande Houdini)
- 2019: Capturing the Devil (No Brasil: Rastro de Sangue: Holmes, o Maligno)
- 2019: Becoming the Dark Prince

### SérieKingdom of the Wicked
- 2020: Kingdom of the Wicked (No Brasil: Reino das Bruxas: Irmandade Mística)
- 2021: Kingdom of the Cursed (No Brasil: Reino das Bruxas: Natureza Sombria)
- 2022: Kingdom of the Feared (No Brasil: Reino das Bruxas: Poder Arcano)

### SériePrince of Sin
- 2023: Throne of the Fallen
- 2024: Throne of Secrets